# Frittata di pasta
La frittata di pasta o frittata di maccheroni (in napoletano: frittata 'e maccarune ; nell'Agro Nocerino Sarnese è chiamata pizza di maccheroni a pizza 'e maccarune ) è un piatto tradizionale della cucina campana. La si prepara cuocendo al dente un qualsiasi formato di pasta, o recuperando della pasta avanzata, e unendola ad un amalgama di uova e ingredienti a scelta (formaggi, salumi a piacere a pezzetti, formaggio grattugiato, sale, pepe, ecc.) In seguito, il composto viene fatto saltare in padella. La frittata di pasta può essere servita sia calda che fredda.

## Storia
La frittata di maccheroni (quest'ultimo era un termine con cui si indicava qualsiasi tipo di pasta) è nata nella città partenopea per riciclare la pasta avanzata che non poteva essere buttata via durante i periodi di maggiore povertà. Con il passare del tempo, la ricetta è stata rielaborata e si è iniziato ad aggiungere, oltre a uova e formaggi, salumi, pomodoro ed altri ingredienti a scelta.
Oltre ad essere un ideale piatto unico, la frittata di pasta viene tagliata a cubetti e servita durante i picnic e gli aperitivi.

## Varianti

### Frittatina
La frittatina è un derivato della frittata di pasta di più piccole dimensioni. Nata dalla necessità di avere un alimento al contempo sostanzioso, pratico e di piccole dimensioni, la frittatina ha guadagnato in popolarità con il passare degli anni, diventando un tipico cibo da strada della capitale campana. Oggi la si può trovare in quasi tutti i ristoranti e frigittorie del luogo. Per preparare la frittatina si friggono nell'olio delle forme compatte di pasta mescolate a besciamella e immerse nella pastella. Sebbene la ricetta tradizionale preveda come condimento della pasta macinato di carne, piselli, provola e pezzi di pancetta o prosciutto, in anni più recenti sono state introdotte delle varianti con le patate e il ragù.